# آزادراه ام۱

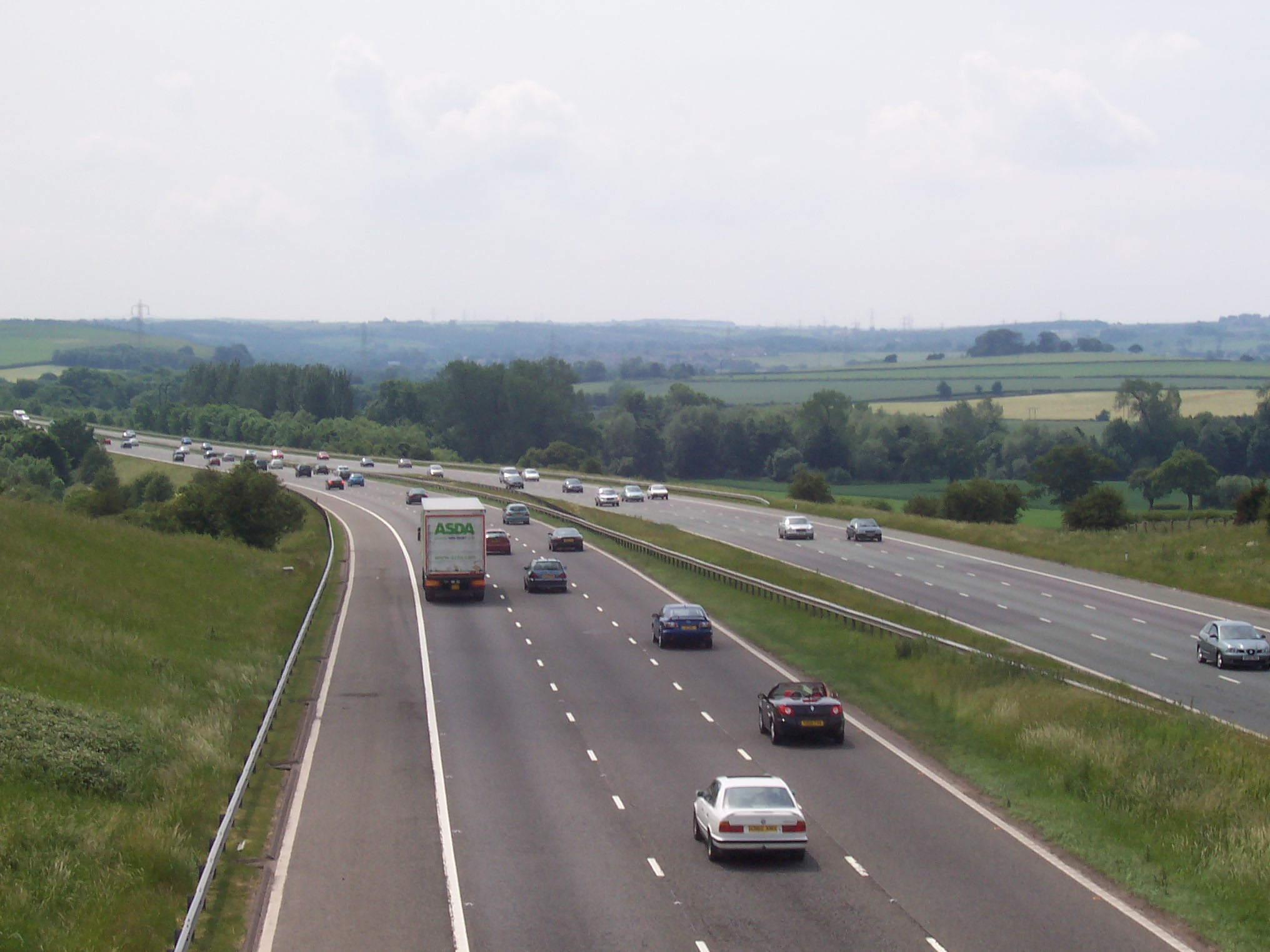

آزادراه‌ام۱ یک آزادراه شمال به جنوب است که در کشور انگلستان قرار دارد و شهر لندن را به لیدز متصل می‌کند.
این آزادراه ۳۱۱ کیلومتر (۱۹۳ مایل) مسافت دارد و در چهار مرحله ساخته شده‌است، بیشترین مراحل ساخت بین سال‌های ۱۹۵۹ تا ۱۹۶۸ افتتاح شده اما قسمت جنوبی آن در سال ۱۹۷۷ و قسمت انتهایی شمالی آن در سال ۱۹۹۹ میلادی تکمیل شده است. آزادراه‌ام۱ بخشی از جاده ئی۱۳ اروپا است.